# Bloodangel's cry
Bloodangel's cry es el Segundo álbum de la banda coreano-alemana Krypteria, lanzado el 2007. 

## Canciones
|     | Canción                       | Duración |
| --- | ----------------------------- | -------- |
| 1.  | "All Systems Go"              | 04:11    |
| 2.  | "The Promise"                 | 04:09    |
| 3.  | "Time to Bring the Pain"      | 04:52    |
| 4.  | "Somebody Save Me"            | 05:00    |
| 5.  | "Scream"                      | 04:28    |
| 6.  | "Lost"                        | 04:38    |
| 7.  | "Out of Tears"                | 03:57    |
| 8.  | "I Can't Breathe"             | 03:22    |
| 9.  | "The Night All Angels Cry"    | 06:45    |
| 10. | "Dream Yourself Far Away"     | 04:00    |
| 11. | "Sweet Revenge"               | 04:51    |
| 12. | "At the Gates of Retribution" | 10:03    |

- Datos: Q1943661